# Елмхулт (община)
Община Елмхулт (на шведски: Älmhults kommun) е административна единица, разположена на територията на лен Крунубери, южна Швеция. Притежава обща площ 983 km2 и население 15 759 души (към 31 декември 2013). На север община Елмхулт граничи с общините Юнгбю и Алвеста, на запад с община Тингсрюд, на изток с община Маркарюд от лен Крунубери, а на юг с община Осбю от лен Сконе. Административен център на община Елмхулт е едноименния град Елмхулт.

## Население
Населението на община Елмхулт през последните няколко десетилетия е относително постоянно. Гъстотата на населението е 17,6 д/km2.
| Население на община Елмхулт в годините между 1970 и 2010 | Население на община Елмхулт в годините между 1970 и 2010 | Население на община Елмхулт в годините между 1970 и 2010 | Население на община Елмхулт в годините между 1970 и 2010 | Население на община Елмхулт в годините между 1970 и 2010 |
| -------------------------------------------------------- | -------------------------------------------------------- | -------------------------------------------------------- | -------------------------------------------------------- | -------------------------------------------------------- |
| Година                                                   |                                                          |                                                          | Население                                                |                                                          |
| 1970                                                     | 1970                                                     |                                                          | 15 283                                                   | 15 283                                                   |
| 1975                                                     | 1975                                                     |                                                          | 15 250                                                   | 15 250                                                   |
| 1980                                                     | 1980                                                     |                                                          | 15 562                                                   | 15 562                                                   |
| 1985                                                     | 1985                                                     |                                                          | 15 720                                                   | 15 720                                                   |
| 1990                                                     | 1990                                                     |                                                          | 15 945                                                   | 15 945                                                   |
| 1995                                                     | 1995                                                     |                                                          | 15 971                                                   | 15 971                                                   |
| 2000                                                     | 2000                                                     |                                                          | 15 403                                                   | 15 403                                                   |
| 2005                                                     | 2005                                                     |                                                          | 15 346                                                   | 15 346                                                   |
| 2010                                                     | 2010                                                     |                                                          | 15 603                                                   | 15 603                                                   |
| Източник: SCB - Преброяване по регион и време            |                                                          |                                                          |                                                          |                                                          |

## Селищни центрове в общината
Селищните центрове (на шведски: tätort) в община Елмхулт са 5 и към 31 декември 2010 година имат съответно население:
| # | Селищен център    | Население към 31 декември 2010 |
| - | ----------------- | ------------------------------ |
| 1 | Елмхулт (Älmhult) | 8955                           |
| 2 | Дийо (Diö)        | 910                            |
| 3 | Лиаторп (Liatorp) | 555                            |
| 4 | Енерюда (Eneryda) | 338                            |
| 5 | Деларю (Delary)   | 222                            |

Административният център на община Елмхулт е удебелен.